# Kristina Frisch
Svea Kristina Frisch, känd som Kristina Lindstrand, född 15 juni 1898 i Ramsberg, Örebro län, död 1991, var en svensk skådespelare, journalist, författare och poet. 
Hon var gift första gången 1922–1927 med skådespelaren och regissören Ivar Kåge och andra gången 1929–1946 med konstnären Vicke Lindstrand. Hon flyttade från Sverige till Italien 1969.

## Filmografi
- 1924 – Där fyren blinkar

## Teater

### Roller (ej komplett)
| År   | Roll                  | Produktion                                          | Regi            | Teater         |
| ---- | --------------------- | --------------------------------------------------- | --------------- | -------------- |
| 1921 | Släphållerskan        | Elektra Hugo von Hofmannsthal                       | Tor Hedberg     | Dramaten       |
| 1924 | Hooper, kammarjungfru | Reggies bröllop Edward Salisbury Field              | Ernst Eklund    | Blancheteatern |
| 1924 |                       | Fördraget i Auteuil Louis Verneuil                  | Einar Fröberg   | Blancheteatern |
| 1924 | Lily                  | Dockan André Picard och Val André Jaeger-Schmidt    | Karin Swanström | Blancheteatern |
| 1925 | Mrs Stone             | En sensation hos Mrs Beam Charles Kirkpatrick Munro | Ernst Eklund    | Blancheteatern |
| 1925 | Connie Gillies        | Storstädning Frederick Lonsdale                     | Olof Molander   | Dramaten       |
| 1925 | Förste pagen          | Sankta Johanna George Bernard Shaw                  | Gustaf Linden   | Dramaten       |
| 1928 | Ruby                  | Broadway Philip Dunning och George Abbott           | Mauritz Stiller | Oscarsteatern  |